# Pałac Velthusena w Szczecinie
Pałac Velthusena (niem. Palais Velthusen), znany także jako Dom Wolkenhauera (niem. Wolkenhauer-Haus) – znajduje się w narożniku pl. Orła Białego w Szczecinie, u zbiegu ulic Staromłyńskiej i Łaziebnej.
Wybudowany został w latach 1778–1779 przez szczecińskiego przemysłowca i kupca Georga Ch. Velthusena. Początkowo w budynku znajdowała się winiarnia i skład win, prowadzony przez Georga Velthusena, a następnie, w latach 1874–1920, siedziba fabryki fortepianów Wolkenhauera. W kolejnych latach, do roku 1944 w budynku znajdował się Prowincjonalny Bank Pomorski („Girocentrale Pommern”). Pałac został zbombardowany 21 kwietnia 1943 roku. Odbudowano go 15 lat później (w latach 1959–1962). Od roku 1963 do czasów obecnych w budynku znajduje się Zespół Szkół Muzycznych im. Feliksa Nowowiejskiego.
Wystrój elewacji jest przykładem architektury pomiędzy barokiem i klasycyzmem. W nadprożach okien I piętra znajdują się popiersia 20 polskich i zagranicznych kompozytorów (przed II wojną światową były tu popiersia filozofów). Na tympanonach budynku przedstawiono scenki związane z winobraniem i transportem beczek wina (nawiązanie do profesji pierwszego właściciela pałacu).
| Popiersia kompozytorów na elewacji Pałacu Klasycystycznego |
| --- |
| wzdłuż ul. Łaziebnej (poczynając od zachodu): Edvard Grieg, Johann Sebastian Bach, Ludwig van Beethoven, Carl Loewe, Wolfgang Amadeus Mozart, Jean Sibelius, Claude Debussy, Michaił Glinka, Antonio Vivaldi, Giuseppe Verdi, Igor Strawinski, Siergiej Prokofjew, Antonín Dvořák, Henryk Wieniawski, Ignacy Paderewski, Bedřich Smetana wzdłuż ul. Staromłyńskiej (poczynając od południa): Fryderyk Chopin, Stanisław Moniuszko, Feliks Nowowiejski, Karol Szymanowski |

## Galeria

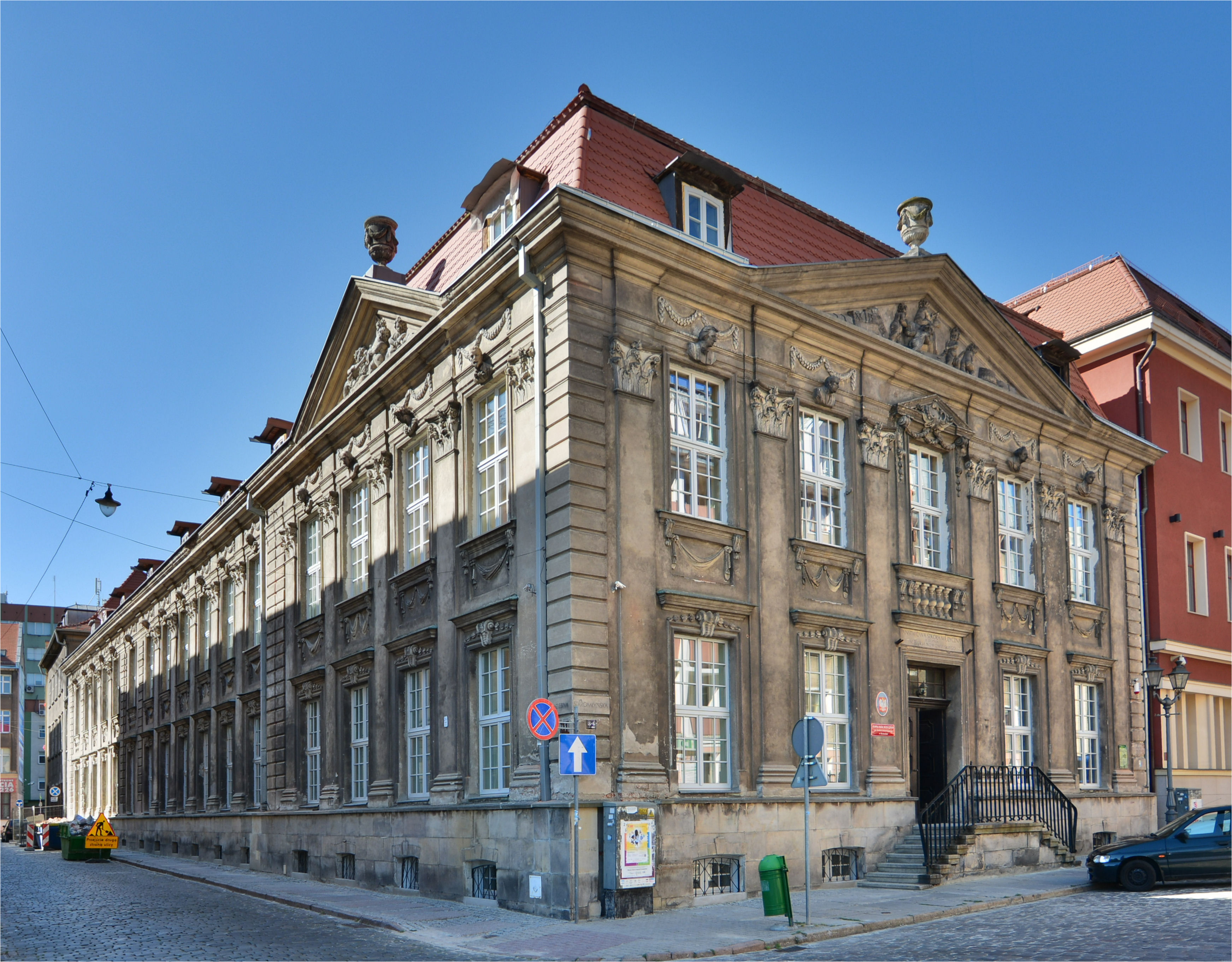
Pałac Velthusena przed remontem
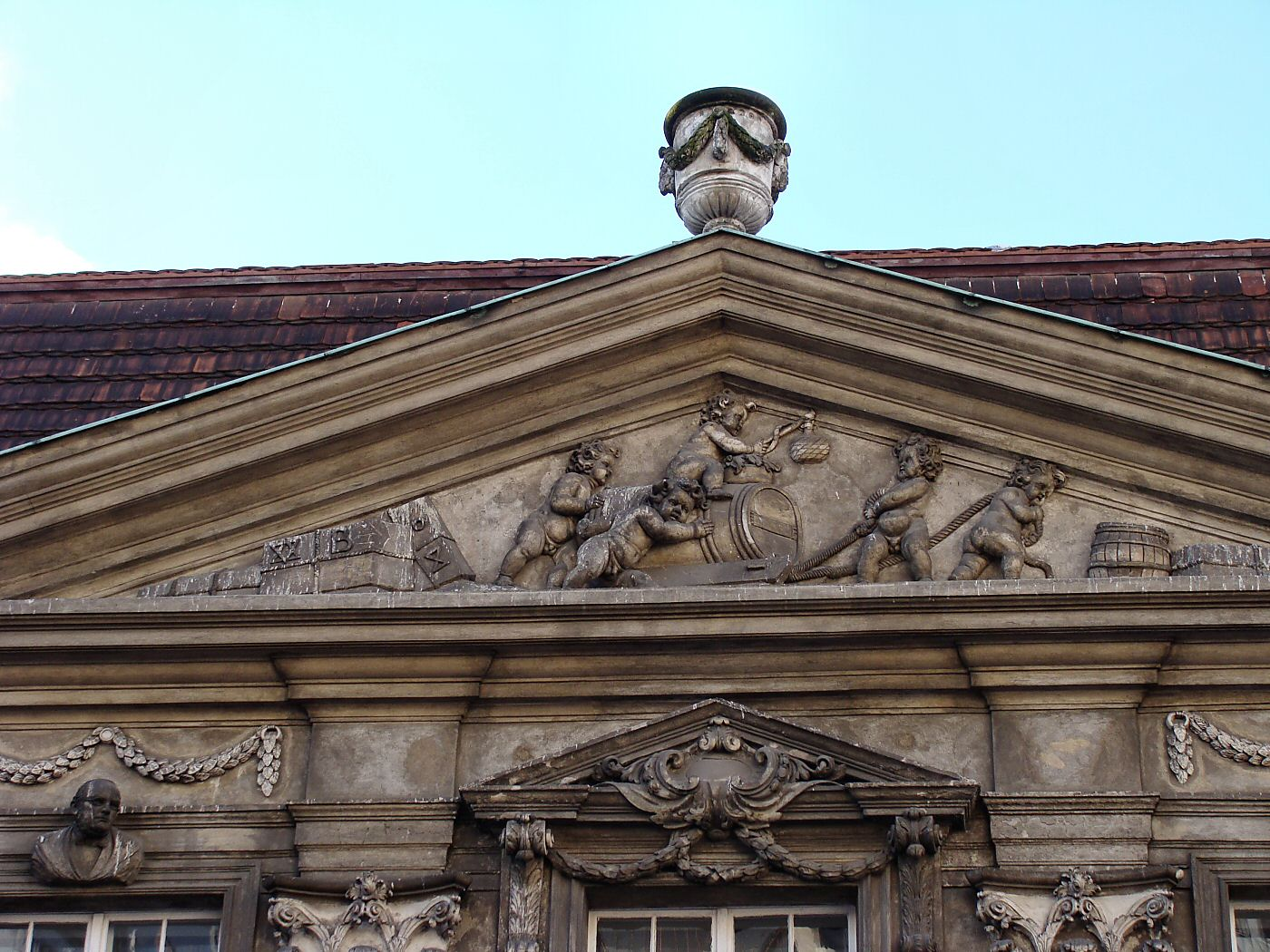
Tympanon (od strony ul. Staromłyńskiej)